# Höhenstraße (2016)
Höhenstraße ist ein österreichischer Fernsehfilm aus der Landkrimi-Filmreihe aus dem Jahr 2016 von David Schalko mit Nicholas Ofczarek und Raimund Wallisch in den Hauptrollen. Die Erstausstrahlung im ORF erfolgte am 29. Dezember 2016. Am 12. Juni 2019 wurde der Film erstmals im ZDF gezeigt.

## Handlung
Roli und Ferdinand waren einst gemeinsam in einer Sicherheitsfirma tätig. Mittlerweile verdienen sie ihren Lebensunterhalt als moderne Wegelagerer, indem sie in der Nacht mit gefälschtem Dienstausweis als falsche Polizisten auf der Wiener Höhenstraße Autofahrer wegen Delikten wie Geschwindigkeitsüberschreitungen, Drogen, Sex am Parkplatz und Trunkenheit am Steuer abkassieren.
Ein Verhör eines jungen Schwarzafrikaners, des Flüchtlings Uku, und seines österreichischen Freundes Robert im alkoholisierten Zustand zu später Stunde führt zu einer ungeplanten Verhaftung. Roli und Ferdinand nehmen die beiden Männer mit, um von deren Familie Lösegeld zu erpressen.
Jeder versucht jeden zu betrügen, am Ende ist Uku tot und Roberts Schwester macht sich mit dem Lösegeld alleine aus dem Staub.

## Produktion

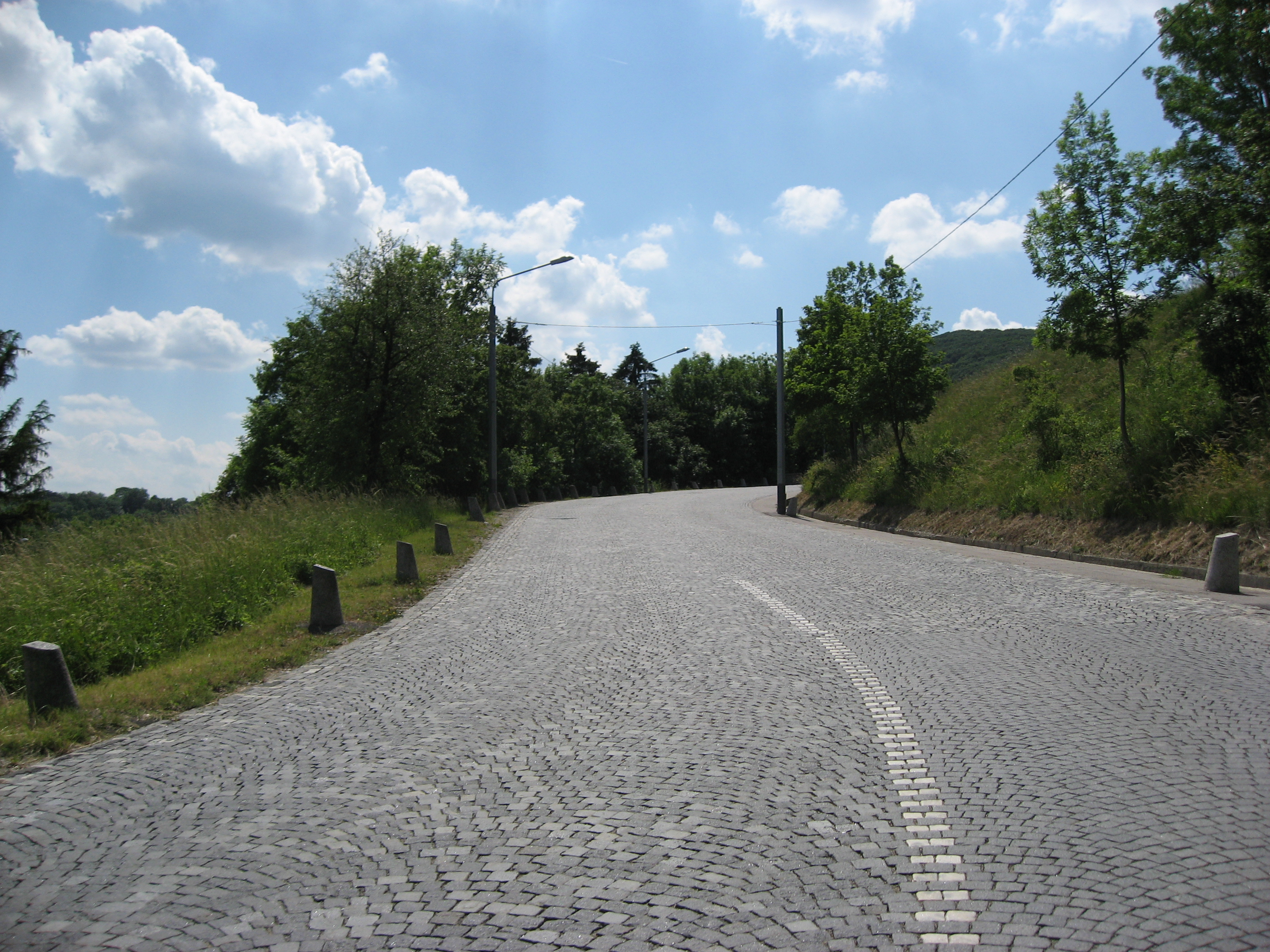
Einer der Drehorte: die Wiener Höhenstraße

Die Dreharbeiten fanden im April und Mai 2016 statt, gedreht wurde in Wien. Drehort war unter anderem die Wiener Höhenstraße.
Produziert wurde der Film von der Superfilm, beteiligt war der Österreichische Rundfunk. Unterstützt wurde die Produktion vom Fernsehfonds Austria und dem Filmfonds Wien. Für das Szenenbild zeichneten Johannes Salat und Hubert Klausner verantwortlich, für das Kostümbild Alfred Mayerhofer, für Ton und Sounddesign Odo Grötschnig und Thomas Pötz und für das Maskenbild Michaela Payer und Evgenia Jenny Popova.
Harald Krassnitzer und Adele Neuhauser haben einen Gastauftritt als Tatort-Ermittler Moritz Eisner und Bibi Fellner.

## Rezeption
In Österreich verfolgten den Film bei Erstausstrahlung im ORF 673.000 Zuschauer. Im ZDF wurde der Film bei Erstausstrahlung von 2,49 Millionen Menschen gesehen, der Marktanteil betrug 9,3 Prozent.
Isabella Wallnöfer befand in der Tageszeitung Die Presse, dass einem der schwarze Humor von Braunschlag und Altes Geld bekannt vorkommen würde. Statt eines klassischen Krimis habe Schalko eine Milieustudie abgeliefert, die zwei Lebenswelten in ihrer ganzen Erbärmlichkeit bloßstelle. Schalko würde das tun, was er besonders gut kann: von gestörten Menschen und kranken Beziehungen zu erzählen und einen dabei schmunzelnd und schadenfroh die Hände reiben zu lassen.

„David Schalko ist mit Höhenstraße erneut ein Meisterwerk österreichischer Abgrundforschung gelungen. Der Film ist zum Schießen, zum Staunen und auch zum Schlucken, weil politisch absolut unkorrekt.“

„Höhenstraße oder der Österreicher kann auch sehr komisch – wenn er David Schalko heißt. Und Nicholas Ofczarek spielt.“

„Grandioser Landkrimi.“

## Auszeichnungen und Nominierungen
- 2016: Film Festival Cologne – Nominierung in der Kategorie Top Ten TV[12][13]
- 2016: Ehrenpreis der Wiener Umweltschutzabteilung | Green Producing[14]
- 2017: Deutscher Fernsehkrimipreis – Hauptpreis[15]
- 2017: Prix Europa – Nominierung in der Kategorie TV Fiction[16]
- 2017: Romy – Nominierung in der Kategorie Beste Bildgestaltung TV-Film (Jutta Pohlmann)[17]